# Новогреднєве
Новогре́днєве — село в Україні, у Калинівській селищній громаді Бериславського району Херсонської області. Населення до Російського вторгнення в Україну становило 215 осіб.

## Населення

### Мовний склад
Рідна мова населення за даними перепису 2001 року:
| Мова       | Чисельність, осіб | Доля     |
| ---------- | ----------------- | -------- |
| Українська | 210               | 97,67 %  |
| Російська  | 4                 | 1,86 %   |
| Інше       | 1                 | 0,47 %   |
| Разом      | 215               | 100,00 % |

## Історія
12 червня 2020 року, відповідно до Розпорядження Кабінету Міністрів України від № 726-р «Про визначення адміністративних центрів та затвердження територій територіальних громад Херсонської області», увійшло до складу  Калинівської селищної громади.
19 липня 2020 року, в результаті адміністративно-територіально-територіальної реформи та ліквідації Великоолександрівського району, село увійшло до складу Бериславського району.

### Російське вторгнення в Україну (з 2022)
У березні 2022 року Новогрєдневе було окуповане російськими військами. В ніч з 20 на 21 жовтня того ж року визволене Збройними силами України в ході контрнаступу в Херсонській області.